# إدوارد ساندز
إدوارد ساندز هو سياسي كندي، ولد في 1765، وتوفي في 1803.